# Hoofd (anatomie)

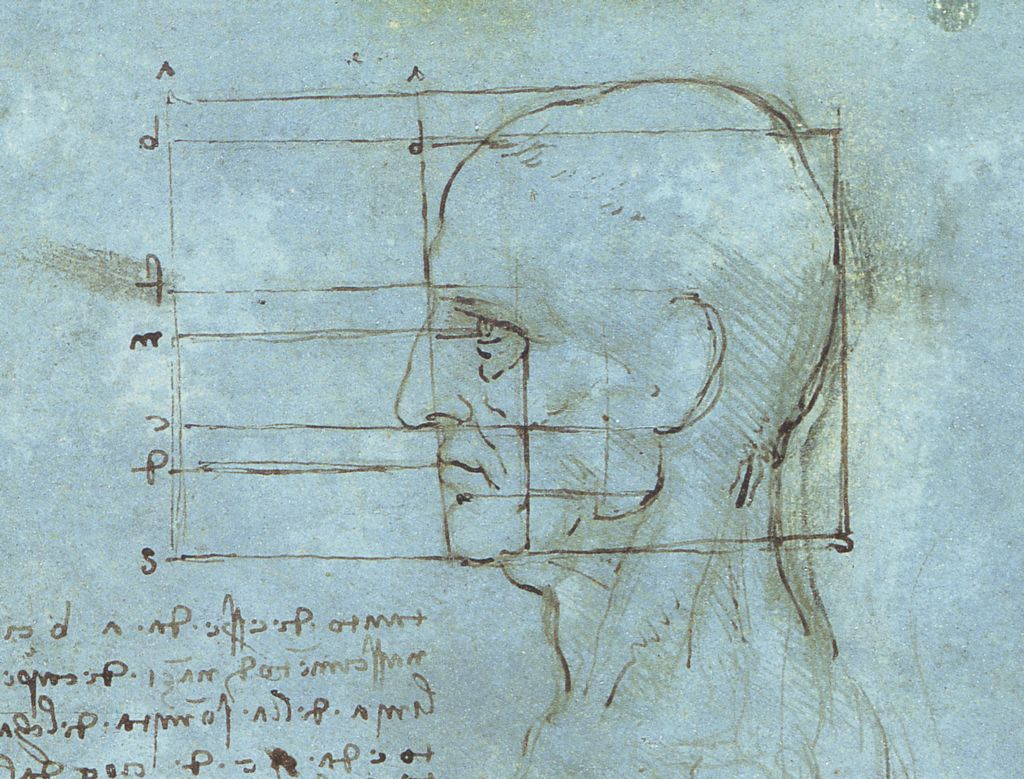
menselijk hoofd
Leonardo da Vinci

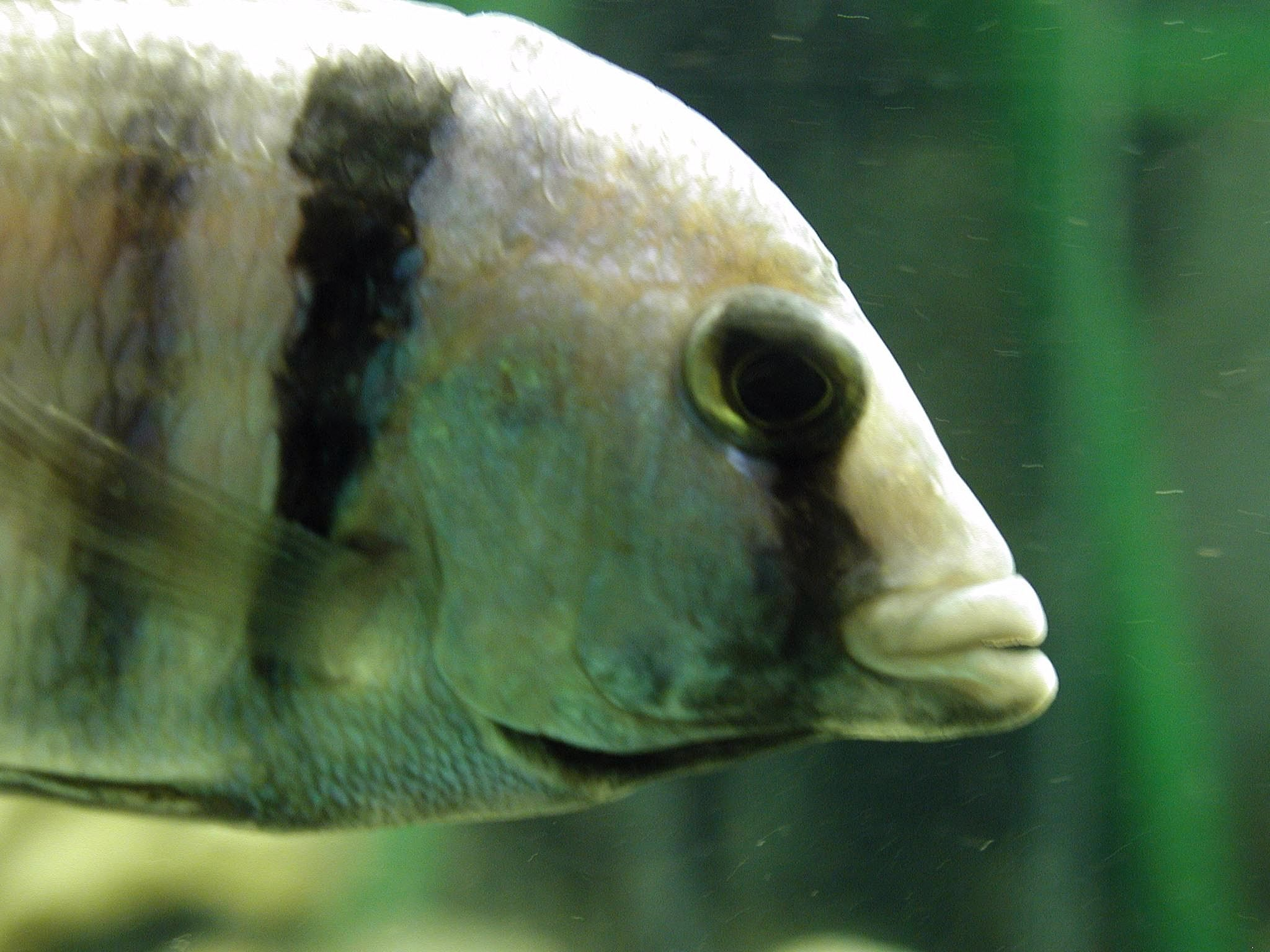
vissenkop

Het hoofd of de kop van een mens of dier is anatomisch gezien het voorste, het bovenste deel van het lichaam, dat meestal de hersenen, de ogen, oren, neus en mond bevat. De kop is hiermee behalve de plaats waar de hersenen zich bevinden, de plaats van de zintuigen, de plaats waar het zien, het gehoor, evenwichtszin, smaakzin en reukzin zich bevinden, en waar door het individu voedsel en drinken naar binnen wordt gebracht. De evolutionaire tendens waarbij de mond, het zenuwstelsel en zintuigen zich concentreren aan de rostrale zijde van een dier, zodat een hoofd of kop ontstaat, heet cefalisatie. Sommige simpele dieren hebben geen kop, maar veel bilaterale symmetrische soorten hebben wel een kop. De inhoud van het hoofd wordt bij de gewervelde dieren door de schedel beschermd.
De voorkant van het hoofd, waar de ogen, oren, neus en mond zitten wordt bij de mens het gezicht of gelaat genoemd, het deel boven de ogen heet het voorhoofd. De kin bevindt zich onder de mond. Bij mensen groeit hun meeste haar op het hoofd. Het haar boven op het hoofd heet hoofdhaar. De meeste vrouwen behouden hun leven meestal hun hoofdhaar, veel mannen worden daarentegen na verloop van tijd kaal. Alleen bij mannen groeit er ook haar op hun gezicht, om hun mond. Die haargroei noemt men baard en snor.
De nek verbindt in veel dieren, waaronder de zoogdieren, het hoofd met de rest van het lichaam. De walvissen en de dolfijnen zijn hierop bij de zoogdieren een uitzondering, de overgang van hoofd naar lichaam is bij hun minder duidelijk. Het hoofd of de kop is bij de meeste soorten bedekt, net zoals het overige deel van hun lichaam of lijf, bij de op het land levende zoogdieren met haar, bij de vogels met veren en bij veel vissen met schubben. De anatomie van de kop van insecten is eenvoudiger dan van de hierboven genoemde soorten.
- Dit artikel of een eerdere versie ervan is een (gedeeltelijke) vertaling van het artikel Head op de Engelstalige Wikipedia, dat onder de licentie Creative Commons Naamsvermelding/Gelijk delen valt. Zie de bewerkingsgeschiedenis aldaar.